# لاسانا فانه
لاسانا فانه (انگلیسی: Lassana Fané؛ زادهٔ ۱۱ نوامبر ۱۹۸۷) بازیکن سابق و مربی فوتبال اهل مالی است.
از باشگاه‌هایی که در آن بازی کرده است می‌توان به باشگاه فوتبال المپیک خریبکه، باشگاه فوتبال المریخ، باشگاه ورزشی الکویت، باشگاه فوتبال الاهلی طرابلس، و باشگاه فوتبال الشعله عربستان سعودی اشاره کرد.
وی همچنین در تیم ملی فوتبال مالی بازی کرده است.